# Космічні технології
Космічні технології — це новітні технології, що розвиваються завдяки наукам, які досліджують космос, та аерокосмічній індустрії. Включають в себе технології для роботи космічних кораблів, штучних супутників, автоматичних міжпланетних станцій, а також обладнання та інфраструктуру для їхньої підтримки.

## Сучасні космічні технології

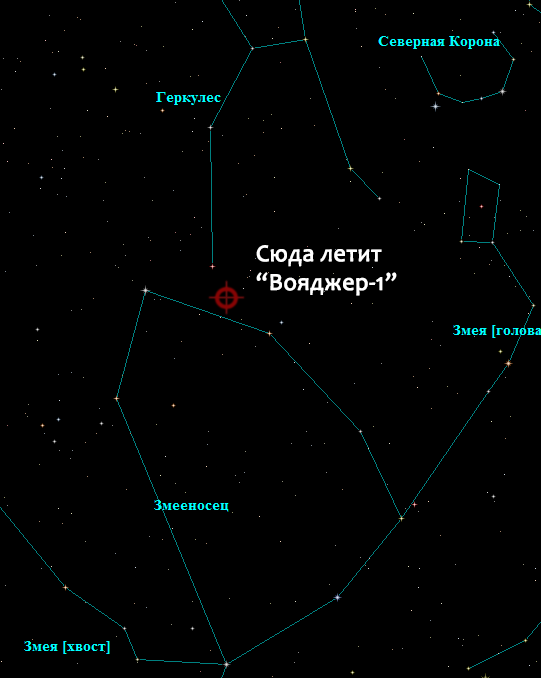
Траєкторія польоту космічного апарата Вояджер-1

«Вояджер-1» — це американський космічний зонд, який запустили 5 вересня 1977 року для дослідження Сонячної Системи та простору, що знаходиться за її межами.
На цей час зонд «Вояджер-1» перебуває в робочому стані. Використовується для пошуку і дослідження кордону Сонячної Системи. Головним його завданням було дослідження Сатурна та Юпітера; він — перший зонд, що зробив детальні зображення їх супутників.